# 1947 no jornalismo
Nesta página encontrará referências aos acontecimentos directamente relacionados com o jornalismo ocorridos durante o ano de 1947.

## Eventos
- 4 de Janeiro -  É distribuída a primeira edição do jornal Der Spiegel (em alemão).

## Nascimentos
| Data         | Nome              | Profissão                             | Nacionalidade | Observações | Ref |
| ------------ | ----------------- | ------------------------------------- | ------------- | ----------- | --- |
| 29 de abril  | Olavo de Carvalho | filósofo, livre-pensador e jornalista | Brasil        |             |     |
| 25 de julho  | Marcos Hummel     | jornalista                            | Brasil        |             |     |
| 21 de agosto | Diana Andringa    | jornalista                            | Portugal      |             |     |

## Mortes
| Data        | Nome                            | Profissão                                         | Nacionalidade | Observações | Ref |
| ----------- | ------------------------------- | ------------------------------------------------- | ------------- | ----------- | --- |
| 23 de março | António Homem de Melo de Macedo | advogado, poeta, escritor e empresário jornalista | Portugal      | n. 1868     |     |